# Progomphus recticarinatus
Progomphus recticarinatus är en trollsländeart som beskrevs av Philip Powell Calvert 1909. Progomphus recticarinatus ingår i släktet Progomphus och familjen flodtrollsländor. Inga underarter finns listade i Catalogue of Life.